# Сумасшедшая (альбом)
| Оценки критиков | Оценки критиков |
| Источник        | Оценка          |
| --------------- | --------------- |
| InterMedia      | [ 1 ]           |
| NEWSmuz.com     | [ 2 ]           |

«Сумасшедшая» — одиннадцатый студийный альбом российской певицы Анжелики Варум, выпущенный 10 июня 2013 года на лейбле «Квадро-Диск». На диске представлено тринадцать песен, девять из которых являются новыми, а четыре являются новыми версиями прежних хитов — это «Зимняя вишня», «Лао», «Стоп, любопытство» и «Пожар». Также в комплекте идёт бонусный DVD, где представлены два видеоклипа — «Сумасшедшая» и «Где ты».

## Отзывы критиков
По мнению Алексея Мажаева, Анжелика Варум сделала «Сумасшедшую» прежде всего для себя, поработав с таким материалом, которого от нее никто не ждал, просто потому, что ей как музыканту это было интересно. Также он отметил аранжировку песни «Где ты», которая не имеет ничего общего с отечественными поп-стандартами, и фанк-обработку «Тут и там», открывающие очередную грань таланта Анжелики, а количество энергичных и ритмичных композиций позволяет певице, по его мению, продемонстрировать завидную вокальную форму и заодно разрушить остатки своего инфантильного имиджа.
Дмитрий Прочухан в своей рецензии для портала NEWSmuz.com предположил, что на новом альбоме Варум решила навечно распрощаться со своим имиджем наивной девочки, который был характерен раннему периоду её творчества, ведь здесь она уже не льет слезы по утраченной любви, а готова бороться за неё. Также он отметил, что изменилась не только лирика, но и музыка певицы, которая теперь является по большей частью танцевальной. Резюмируя, он заявил, что певица отдает предпочтение модным танцевальным тенденциям, но не всегда это получается достаточно ярко и самобытно.

## Список композиций
| №                   | Название                                | Текст песни          | Музыка                           | Длительность |
| ------------------- | --------------------------------------- | -------------------- | -------------------------------- | ------------ |
| 1.                  | «Сумасшедшая»                           | Алёна Мельник        | Алёна Мельник, Тарас Паненко     | 4:30         |
| 2.                  | «Настоящий ты»                          | Елена Ленская        | Елена Ленская, Сергей Литвинович | 4:47         |
| 3.                  | «Я всегда с тобой»                      | Алёна Мельник        | Алёна Мельник, Тарас Паненко     | 4:41         |
| 4.                  | «Нарисуй любовь»                        | Лара Д’Элиа          | Андрей Мисаилов, Мария Максимова | 4:35         |
| 5.                  | «Где ты»                                | Елена Ленская        | Елена Ленская, Сергей Литвинович | 4:44         |
| 6.                  | «Оглянись»                              | Алёна Мельник        | Алёна Мельник, Тарас Паненко     | 3:26         |
| 7.                  | «Достучаться до небес»                  | Андрей Лебедев       | Андрей Лебедев                   | 3:54         |
| 8.                  | «Тут и там» (при участии «Лебеди-Фанк») | Андрей Лебедев       | Андрей Лебедев                   | 4:12         |
| 9.                  | «Мне»                                   | Анжелика Варум       | Андрей Мисаилов, Мария Максимова | 3:05         |
| 10.                 | «Пожар» (Новая версия)                  | Лара Д’Элиа          | Андрей Мисаилов                  | 3:35         |
| 11.                 | «Лао» (Новая версия)                    | Андрей Мисаилов      | Андрей Мисаилов, Мария Максимова | 3:39         |
| 12.                 | «Стоп, любопытство» (Новая версия)      | Константин Арсенев   | Андрей Мисаилов, Мария Максимова | 3:26         |
| 13.                 | «Зимняя вишня» (Новая версия)           | Кирилл Крастошевский | Юрий Варум                       | 5:20         |
| Общая длительность: | Общая длительность:                     | Общая длительность:  | Общая длительность:              | 53:54        |

| №  | Название      | Режиссёр        | Длительность |
| -- | ------------- | --------------- | ------------ |
| 1. | «Сумасшедшая» | Сергей Ткаченко |              |
| 2. | «Где ты»      | Андрей Сергеев  |              |

## Участники записи
- Анжелика Варум — вокал
- Андрей Коноплев — запись, сведение
- Владимир Чиняев — запись, сведение
- Станислав Карякин — мастеринг
- Андрей Сергеев — продюсирование
- Владимир Чиняев — саунд-продюсирование
- Марк Табак — саунд-продюсирование
- Максим Никитин — фото, оформление